# REGIO
REGIO（レギオ）とは、ドイツ各地で運営されている「地方通貨」 (Regiogeld) の総称である。2006年現在、14の事例がドイツ各地で動いている他、40以上の準備中の事例がある。

## 地域通貨との違い
地域通貨ということばは日本でも広く知られるようになったが、ドイツで「地方通貨」を目指すようになったのは、それまで欧州各地で広く普及していたLETS（ドイツではTauschring（タウシュリンク）と呼ばれることが多い）が、経済圏というには小さすぎるローカルレベル（数百人から数千人の居住地区対象: 日本で言えば中小の町村や、都市圏内の一地区）を対象としていたため、事業者などの参加が難しかった。そのため、地域経済圏と呼べる範囲を「地方」 (region) と定義し、この範囲内で使用できる取引手段として「Regio（地方通貨）」を構想した。具体的には数万人～数百万人の範囲、日本で言えば複数の市町村の広域圏から県、あるいは道州制における「州」がここでの「地方」に相当すると言える。
Regioに分類される試みとして最初に始まったのは、2001年にブレーメンで始まったRolandだが、最大規模に成長しているのは2003年にバイエルン州南東部のプリーン・アム・キームゼーで始まったキームガウアーである。この他、ベルリンやカールスルーエ、マクデブルクなどでもRegioが実践されている。また、毎年1回程度Regio総会が開かれている。